# Greensville County
Greensville County ist ein County im Bundesstaat Virginia der Vereinigten Staaten. Bei der Volkszählung im Jahr 2020 hatte das County 11.391 Einwohner und eine Bevölkerungsdichte von 14,9 Einwohner pro Quadratkilometer. Der Verwaltungssitz (County Seat) ist Emporia.

## Geographie
Greensville County liegt im Südosten von New York, grenzt im Süden an North Carolina und hat eine Fläche von 769 Quadratkilometern, wovon vier Quadratkilometer Wasserfläche sind. Es grenzt im Uhrzeigersinn an folgende Countys: Sussex County, Southampton County, Brunswick County und Dinwiddie County.

## Geschichte
Gebildet wurde es 1780 aus Teilen des Brunswick County und des Sussex County. Benannt wurde es wahrscheinlich nach Sir Richard Grenville, dem Führer der Ansiedlung auf Roanoke Island, 1585.

## Demografische Daten

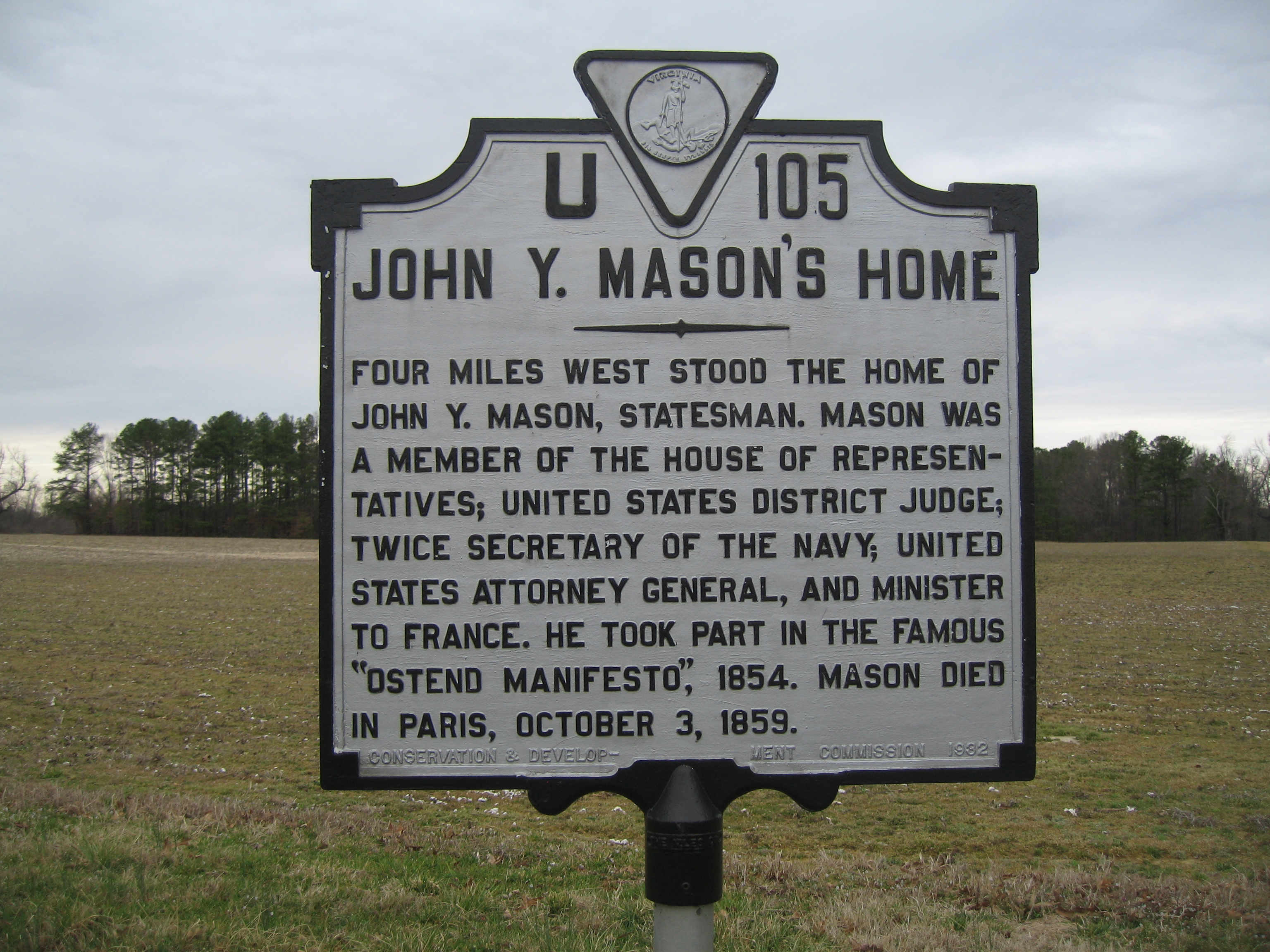
Gedenktafel zu Ehren von John Y. Mason nahe der Kreuzung US Route 58 und der Adams Grove Road (Route 615)

Alterspyramide des Greensville County

Nach der Volkszählung im Jahr 2000 lebten im Greensville County 11.560 Menschen in 3.375 Haushalten und 2.396 Familien. Die Bevölkerungsdichte betrug 15 Einwohner pro Quadratkilometer. Ethnisch betrachtet setzte sich die Bevölkerung zusammen aus 38,94 Prozent Weißen, 59,75 Prozent Afroamerikanern, 0,10 Prozent amerikanischen Ureinwohnern, 0,40 Prozent Asiaten, 0,02 Prozent Bewohnern aus dem pazifischen Inselraum und 0,47 Prozent aus anderen ethnischen Gruppen; 0,32 Prozent stammten von zwei oder mehr Ethnien ab. 0,93 Prozent der Bevölkerung waren spanischer oder lateinamerikanischer Abstammung.
Von den 3.375 Haushalten hatten 29,3 Prozent Kinder und Jugendliche unter 18 Jahre, die bei ihnen lebten. 49,8 Prozent waren verheiratete, zusammenlebende Paare, 16,0 Prozent waren allein erziehende Mütter, 29,0 Prozent waren keine Familien, 25,4 Prozent waren Singlehaushalte und in 11,3 Prozent lebten Menschen im Alter von 65 Jahren oder darüber. Die Durchschnittshaushaltsgröße betrug 2,51 und die durchschnittliche Familiengröße lag bei 2,99 Personen.
Auf das gesamte County bezogen setzte sich die Bevölkerung zusammen aus 18,2 Prozent Einwohnern unter 18 Jahren, 7,4 Prozent zwischen 18 und 24 Jahren, 38,7 Prozent zwischen 25 und 44 Jahren, 24,2 Prozent zwischen 45 und 64 Jahren und 11,4 Prozent waren 65 Jahre alt oder darüber. Das Durchschnittsalter betrug 38 Jahre. Auf 100 weibliche Personen kamen 160,9 männliche Personen. Auf 100 Frauen im Alter von 18 Jahren oder darüber kamen statistisch 177,8 Männer.

Das jährliche Durchschnittseinkommen eines Haushalts betrug 32.002 USD, das Durchschnittseinkommen der Familien betrug 38.810 USD. Männer hatten ein Durchschnittseinkommen von 24.919 USD, Frauen 19.849 USD. Das Prokopfeinkommen betrug 14.632 USD. 14,7 Prozent der Bevölkerung und 12,4 Prozent der Familien lebten unterhalb der Armutsgrenze. Davon waren 17,0 Prozent Kinder oder Jugendliche unter 18 Jahre und 18,6 Prozent waren Menschen über 65 Jahre.